# Alleyras

Alleyras este o comună în departamentul Haute-Loire, Franța. În 2009 avea o populație de 173 de locuitori.